# Heroes of Might and Magic III: Armageddon's Blade
Heroes of Might and Magic III: Armageddon's Blade je první datadisk pro tahovou strategii Heroes of Might and Magic III. Byl vyvinut společností New World Computing pro systém Microsoft Windows a uveden na trh společností The 3DO Company v roce 1999.

## Souhrn

### Zápletka
Pouze jedna ze šesti nových kampaní v Armageddon's Blade se přímo dotýká hlavní dějové linie. Události z Armageddon's Blade přímo následují události z Might and Magic VII: For Blood and Honor. Jak se království Erathie snažilo o znovuobnovení po válce, Kreegan z Eeofolu začal překvapivou invazi. Armáda královny Catherine, již vyčerpaná válkou, nebyla žádnou překážkou pro ohromnou armádu Kreegana.
Následně po smrti Kreeganova krále, Xenofexe, uchvatitel Lucifer Kreegan převzal kontrolu nad Eeofolem a hnán vizí začíná hledat části starobylé zbraně známé jako Armageddon's Blade, schopné uvrhnout svět do války a ohně. Jeho generál Xeron je zaúkolován nalezením součástí tohoto Meče. Aby byl zastaven, armády Erathie a AvLee podnikají útok na Eeofol, podporovány mnohými elementály objevenými ve městech „Confluxu“. Královna Catherine a právě osvobozený král Roland jsou v následující válce podporovány mocnými elfskými válečníky hrdiny Gelua. Xeron získá Meč, ale je poražen Geluem na cestě zpět do Eeofolu. Gelu si vyžádá Meč a na rozkaz královny Catherine ho používá k zabití Lucifera Kreegana. Po těchto událostech se Catherine vrací do Enrothu a Meč je přenechán Geluovi. Příběh pokračuje v Heroes Chronicles: The Sword of Frost a nakonec vede ke katastrofě, která připraví půdu pro Heroes of Might and Magic IV.

### Postavy
V kampaních Armageddon's Blade hráč získá kontrolu nad královnou Catherine Ironfist, hlavní postavou Heroes of Might and Magic III, také nad králem Rolandem Ironfist, hlavním představitelem z Heroes of Might and Magic II. Mezi nové postavy patří Gelu, poloelfí lučištník, a Xeron, vůdce Kreeganovy armády. Pět samostatných kampaní představuje spoustu před tím neviděných postav. Dragon Slayer uvádí kouzelníka Bracadana, zatímco Festival of Life představuje barbara Kilgora, který má významnou roli v počátcích hry Heroes of Might and Magic IV. Dragon's Blood představuje paní jeskyní Mutare, která se vrací v Heroes Chronicles: Clash of the Dragons společně s Adrienne, představitelkou Playing with Fire. Nakonec odemknutelnou kampaň Foolhardy Waywardness reprezentuje rytíř Sir Cristian, který se také vrací v Heroes of Might and Magic IV. Mimochodem epilog ke kampani Foolhardy Waywardness vysvětluje důvod Sira Cristiana, proč se objevuje jako hráčův startovací hrdina v první kampani Heroes of Might and Magic III: Restoration of Erathia Long Live the Queen.

## Vývoj
Práce na datadisku Armageddon's Blade začaly brzy v roce 1999. Vývojáři původně zamýšleli zaměřit se na příběhovou linii kolem nové budoucí frakce, připojením „Forge“ by pomohli hře v navázání na zlem zakončený Might and Magic VII, zatímco sci-fi aspekty z jádra sérií Might and Magic nikdy nebyly ve hrách Heroes of Might and Magic příliš jasné. Přestože frakce Forge byla téměř kompletní a funkční, fanoušci reagovali negativně na její zařazení do světa Heroes of Might and Magic. Domnívali se, že přidání sci-fi by zničilo základní atmosféru sérií Heroes of Might and Magic.
Uprostřed vývoje datadisku se New World Computing rozhodlo vyřadit frakci Forge a také odstranit veškeré odkazy na její existenci v hlavní příběhové linii, namísto toho postavili před Might and Magic VII dobrý konec. Jako náhradu za Forge vyvinuli frakci na základě elementálů Conflux. Z důvodu vyřazení frakce Forge uprostřed prací měli vývojáři a designéři velký nedostatek času na dodělání frakce Conflux. Proto byli nuceni implementovat elementální stvůry ze základní hry. Toto je evidentní, když se pečlivě podíváme na rodiště původních 4 elementálů a rodiště ve městě Confluxu: je použita stejná grafická podoba jako na mapě dobrodružství.

## Herní změny
Nejvíce zřejmou změnou v Armageddon's Blade je přidání frakce Conflux, zvyšující počet hratelných frakcí v Heroes III na devět. Město se tematicky točí okolo základních elementů, ale obsahuje i další příšery na doplnění výběru. Bylo přidáno šest nových kampaní, jedna jako pokračování základního herního příběhu a pět točících se kolem dobrodružství týkajících se tohoto fiktivního světa. Dále bylo přidáno přes 35 scénářů pro hru jednoho hráče.
Navrátily se neutrální (nenáleží žádné frakci) jednotky a znovuobjevilo se několik typů jednotek z předchozích her Heroes (např. Peasants, Boars, and Halflings). Datadisk také přinesl několik nových typů neutrálních jednotek, jako silné Azurové draky. Jedenáct nových hrdinů z kampaní a dva nové artefakty – Armageddon's Blade a Vial of Dragonblood. Několik nových objektů pro mapu dobrodružství, včetně speciálních věží, které dovolí hrdinovi projít pouze pokud splnil určité podmínky zadané autorem mapy.
Náhodný generátor map umožňuje hráčům vytvořit náhodné mapy pomocí několika nastavitelných parametrů. Samostatný editor přiložený ke hře pak dovoluje hráči složení nových kampaní z jednotlivých map.